# Casa Coll (Borrassà)
La Casa Coll, Can Ballell o Cal Governador és un casal del segle xviii de Borrassà. Fou reformat per Rafael Masó a principis del segle XX (1909-1910).

## Descripció
La casa té baixos, planta noble i golfes, amb façanes a la carretera, un lateral i els jardins posteriors. Masó s'encarregà de reformar els interiors de la planta noble conservant el to vuitcentista de l'espai amb voltes enguixades i paviments de ceràmica. El seu toc més personal es pot apreciar al menjador i el dormitori dels Srs. Coll, ja que en dissenya gran part del mobiliari. La seva intervenció en l'exterior va ser per construir diverses dependències annexes i un nou accés. També s'encarregà de reorganitzar els jardins i dignificar la galeria posterior, introduint-hi un coronament amb un rellotge de sol realitzat amb ceràmica. Tan aquest últim com els plafons ceràmics del rentamans del menjador foren realitzats per la fàbrica La Roqueta de Mallorca i els mobles per l'ebenista Miquel Pràtmans. Dins dels jardins, Masó projectà una font amb elements escultòrics realitzats per Martí Gimeno amb la col·laboració del ceramista Antoni Serra, no obstant, no tenim constància que s'arribés a fer mai.